# Cedric McGowan
Cedric Tavoris McGowan (Miami, Estados Unidos, 27 de marzo de 1985) es un exbaloncestista profesional estadounidense. Luego de jugar en la NJCAA y en la NCAA de los Estados Unidos, desarrolló una carrera profesional en Europa y Latinoamérica.

## Carrera

### Secundario y universidad
Dio sus primeros pasos en el baloncesto en los Bulls, el equipo de su secundaria, Miami Northwest. Allí promedió 18.5 puntos, 11.5 rebotes y 5.5 asistencias por partido durante la temporada 2002-03. Fue elegido dentro del primer equipo All-State del último año de secundario y dos veces como All-City y All-District. A su vez recibió el honor de Mejor Defensor del Año en su primer y último año. 
Asistió al Kilgore College de Kilgore (Texas), donde jugó en los Rangers en la NJCAA. En la temporada 2004-05, su última en la institución, recibió la mención del All-American, promediando 15.1 puntos y 5.9 rebotes; además fue elegido en el primer equipo All-Conferences y All-District.
McGowan se trasfirió a la Universidad de Cincinnati en 2005, uniéndose a los Bearcats, equipo de la NCAA. En sus dos temporadas allí se desempeñó como el ala-pívot titular del equipo, jugando en total 64 partidos: 34 en su primera temporada -promediando 8.5 puntos y 7.2 rebotes por partido- y 30 en su segunda temporada -con 8.2 puntos y 5.1 rebotes por partido.

### Profesionalismo
Dio su salto a la profesionalidad durante la temporada 2007-08 en Finlandia, fichando con el Kauhajoen Karhu de la Korisliiga, la máxima división profesional de ese país. Allí disputó 37 partidos, promediando 17.5 puntos y 7.5 rebotes por juego. La temporada siguiente firmó con el Zorg en Zekerheid Leiden de los Países Bajos. Sufrió una severa lesión en octubre de 2008, lo que lo dejó afuera de las canchas por tres meses; a pesar de ello, llegó a disputar 35 juegos, en los que promedió 8.5 puntos y 4.1 rebotes. 
En noviembre del año 2009 vuelve a América, específicamente a Colombia, donde firma con los Búcaros de Bucaramanga y participa en la Copa Confederación. En esa oportunidad su equipo terminó como finalista del torneo. 
En el año 2010 llegó a Uruguay contratado por el club montevideano Marne para jugar en el Metro. Tras concluir su participación, fue fichado por el Sayago de la Liga Uruguaya de Básquetbol. Allí se desempeñó hasta enero del 2011, promediando 24.7 puntos por partido (50% en libres, 32.8% en triples y 76% en libres) y 9.7 rebotes. Su buena actuación allí le sirvió para ser contratado por los Halcones UV Xalapa de la Liga Nacional de Baloncesto Profesional de México para disputar los playoffs de la temporada 2010-11 en reemplazo de su compatriota lesionado, Lou Roe. En el equipo mexicano participó en 11 juegos, con 10.5 puntos y 4.5 rebotes por partido de promedio. En febrero de ese mismo año firma con Guaros de Lara de la Liga Profesional de Baloncesto de Venezuela, participando en 22 partidos de la ronda de eliminación y registrando un promedio de 15.1 puntos y  4.4 rebotes por encuentro.
McGowan abandonó al equipo venezolano en abril de 2011 y unos meses después fue confirmado como fichaje del equipo argentino Gimnasia Indalo de la Liga Nacional de Básquet. Tras jugar 53 partidos durante una temporada allí, dejó al club pero permaneció en la Argentina, siendo contratado por Olímpico, otro equipo de la LNB con el que jugaría en 38 partidos. 
A mediados de 2013 se incorporó al Biguá, equipo con el que jugaría durante el arranque de la temporada 2013-14 de la LUB, y luego pasó al Aguada, como refuerzo para disputar la Liga Sudamericana de Clubes 2013. En el mes de diciembre fichó con el club Obras Sanitarias, haciendo su regreso a la Liga Nacional de Básquet. McGowan disputó 31 partidos con el equipo porteño. 
En el verano de 2014 jugó en la Florida Basketball Association con los Miami Midnites, consagrándose campeón del torneo. Entre septiembre y diciembre de ese año actuó nuevamente en la LNBP, pero esta vez como parte de los Soles de Mexicali. En sus 22 partidos allí promedió 12.6	puntos y 5.2 rebotes por encuentro. A comienzos de 2015 retornó a Venezuela por pedido de los Gaiteros del Zulia, pero tras sólo 3 partidos dejó el club para sumarse a La Unión de Formosa de la LNB, como reemplazo de Mario West. Al concluir la temporada retornó a su país y jugó nuevamente con los Miami Midnites de la Florida Basketball Association, repitiendo el título como en la temporada anterior.
Actuó durante dos semanas en el club dominicano Fernando Valerio del Campeonato de Baloncesto Superior de Santiago a fines de febrero y comienzos de marzo de 2016, y posteriormente hizo su regreso a Uruguay como ficha de Trouville. En el verano jugó una nueva temporada de la Florida Basketball Association, pero esta vez como parte del plantel de los Jacksonville Giants. En el mes de septiembre fichó con Hispano Americano de Río Gallegos de la Liga Nacional de Básquet de Argentina, pero fue cortado en noviembre.

### Trayectoria
| Año     | Club                           | País                 | Liga           |
| 2007-08 | Karhu Kauhajoki                | Finlandia            | Korisliiga     |
| 2008-09 | Zorg en Zekerheid Leiden       | Países Bajos         | FEB Eredivisie |
| 2009    | Búcaros de Bucaramanga         | Colombia             | BPC            |
| 2010    | Marne                          | Uruguay              | Metropolitano  |
| 2010-11 | Sayago                         | Uruguay              | LUB            |
| 2011    | Halcones UV Xalapa             | México               | LNBP           |
| 2011    | Guaros de Lara                 | Venezuela            | LPB            |
| 2011-12 | Gimnasia de Comodoro Rivadavia | Argentina            | LNB            |
| 2012-13 | Olímpico                       | Argentina            | LNB            |
| 2013    | Biguá                          | Uruguay              | LUB            |
| 2013    | Aguada                         | Uruguay              | LSC            |
| 2013-14 | Obras Sanitarias               | Argentina            | LNB            |
| 2014    | Miami Midnites                 | Estados Unidos       | FBA            |
| 2014    | Soles de Mexicali              | México               | LNBP           |
| 2015    | Gaiteros del Zulia             | Venezuela            | LPB            |
| 2015    | La Unión de Formosa            | Argentina            | LNB            |
| 2015    | Miami Midnites                 | Estados Unidos       | FBA            |
| 2016    | Fernando Valerio               | República Dominicana | CBSS           |
| 2016    | Trouville                      | Uruguay              | LUB            |
| 2016    | Jacksonville Giants            | Estados Unidos       | FBA            |
| 2016    | Hispano Americano              | Argentina            | LNB            |
| 2017    | Jacksonville Giants            | Estados Unidos       | FBA            |

## Palmarés

### Consideraciones personales
- Junior College All-American - 2005.